# Gunung Burni Bah
Gunung Burni Bah är ett berg i Indonesien.   Det ligger i provinsen Aceh, i den västra delen av landet, 1 700 km nordväst om huvudstaden Jakarta. Toppen på Gunung Burni Bah är 1 813 meter över havet, eller 61 meter över den omgivande terrängen. Bredden vid basen är 1,4 km.
Terrängen runt Gunung Burni Bah är huvudsakligen kuperad, men norrut är den bergig. Runt Gunung Burni Bah är det ganska tätbefolkat, med 155 invånare per kvadratkilometer. I omgivningarna runt Gunung Burni Bah växer i huvudsak städsegrön lövskog.